# Loža i kula-sat Leroj u Hvaru
Loža i kula-sat Leroj u gradiću Hvaru, Trg sv. Stjepana 6, Grad Hvar, zaštićeno kulturno dobro.

## Povijest
Kao i ini jadranski gradovi, Hvar je imao svoju gradsku ložu — natkriveni prostor gdje su mjesni uglednici donosili važne odluke i raspravljali o brojnim temama.( Hvar je u prošlosti imao više gradskih lođa. Prvu pisci spominju u vrelu iz 1289., spominje se u Hvarskom statutu iz 1331., ali se toj loži ne zna izgled ni lokacija. Nova je sagrađena za kneževanja Viktora Dieda, nakon hvarskog pučkog ustanka (1510. — 1514.), pa se po njemu zvala jedno vrijeme Diedova loža. U osmanskom napadu na Hvar kolovoza 1571. je srušena.( Novu, t.j. popravljenu i restauriranu staru ložu (Lođu) je izgradio graditelj s Brača Tripun Bokanić početkom 17. stoljeća u renesansno-baroknom stilu na mjestu te starije renesansne lože iz 15. stoljeća. Služila je kao javna sudnica, prostor za javne dražbe (za zakup poreza i carina) i skladište. Kursalon (mjesto za okupljanje i druženje građana) postala je 1868. godine nakon osnivanja jednog od prvih turističkih društava u Europi - Higijeničkog društva. Kursalon je bio hotelska kavana, čitaonica, plesna dvorana i okupljalište hvarske društvene elite.

## Opis dobra

### Gradska loža
Gradnja se pripisuje Tripunu Bokaniću. Vidljivi su utjecaji arhitekture M. Sanmmichelija. Ističe se sa šest polukružnih otvora i zaključkom ukrašenim gugliama. Pročelje krasi balustrada od niza stupića s piramidalnim ukrasima, a svoj konačni izgled dobiva početkom 17. st. U prošlosti je loža bila ukrašena raznim bojama. Danas ima toplu boju kamena. Pozornost je privlačila skladnim lukovima, na čijim su vrhovima isklesane ljudske glave, prema gradskoj legendi prikazi osuđenih vođa Pučkog ustanka koji su postavljeni za opomenu Hvaranima. No, isklesana su i četiri ženska lika, koje nisu nikako mogle biti revolucionarke. Na zadnjem istočnom luku je prikaz mladog čovjeka bez bora – istok kao simbol početka života i mladosti. Nad ulaznim vratima je lik bradatog starijeg muškarca čija kruna na njegovoj glavi simbolizira astrološki regnum – kraljevstvo, deseto polje karijere koje se nalazi u sunčevom zenitu. Na zadnjem luku na zapadnoj strani lik je bradatog, izboranog starca s kapom, simbol odlaska, zalaska, skorog kraja života.

### Leroj
Toranj sa satom je prislonjen uz Lođu. Kula sa satom (Leroj), izvorno u sustavu obrambenih zidina grada, pripadala je sklopu Kneževe (komunalne) palače koja je porušena prigodom izgradnje hotela Palace u međuratnom razdoblju.
Srednjovjekovna je romanička četvrtasta kula u sklopu jugozapadnog ruba gradskih zidina. U drugoj polovini 15. stoljeća je dobila javni sat. Sat je u kulu ugrađen godine 1466. odlukom kneza Veniera. 
Otada se naziva Leroj (mjesni hvarski naziv). Gradski javni sat poslije je dobio zvono ukrašeno religijskim motivima, koje je smješteno na vrhu tornja i sve do nedavno je označavalo vrijeme. Zvono koje je danas na krovu kule potječe iz 1564. godine.
U današnjem obliku uređena je krajem 17. stoljeća.

## Zaštita
Pod oznakom Z-6442 zavedena je kao nepokretno kulturno dobro - pojedinačno, pravna statusa zaštićena kulturnog dobra, klasificirano kao "javne građevine".